# داود خان
داود خان یکی از سرداران گرجی ایران و از خاندان اوندیلادزه در دورهٔ صفویه و حاکم ایالت آذربایجان امپراتوری صفوی و رئیس ایل قاجار در زمان شاه عباس یکم و شاه صفی بوده است.

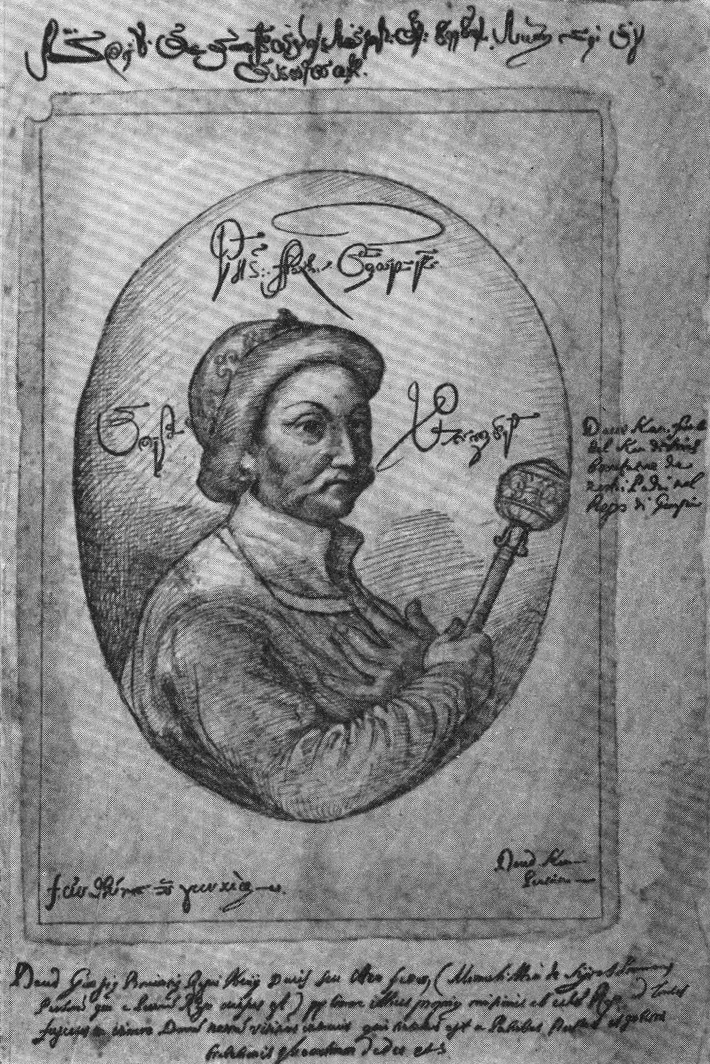
داوودخان اوندیلادزه

## زندگی
داود خان، فرزند الله وردی خان گرجی، و برادر امام قلی خان گرجی است.
داود خان در سال ۱۰۳۶ ق، بنا بر تقصیری که از محمد قلی خان زیاد اوغلی قاجار در قضیهٔ قیام گیورگی ساآکادزه سر زده بود، به امیر الأمرایی قراباغ و ریاست ایل قاجار منصوب شد. وی در استرداد گمبرون از پرتغالی‌ها، و جنگ‌های ایران با عثمانیها، فعالانه شرکت داشت. داود خان در اواخر سلطنت شاه عباس، طهمورث خان گرجی را (که سال‌ها با شاه عبّاس جنگیده بود) ملاقات نمود و زمینهٔ دوستی وی را با شاه فراهم نمود و طهمورث به حکومت کاختی و کارتلی منصوب گردید.
با به سلطنت رسیدن شاه صفی داود خان در قراباغ با طهمورث همدست شد و علیه دولت مرکزی شوریده و ۷۰۰ تن از قاجارهای قراباغ را به قتل رسانید. شورش وی یکی از عوامل به قتل رسیدن خاندان امام قلی خان توسط شاه صفی بود. بعد از قتل خاندان اوندیلادزه در فارس، داود خان و خانواده اش به کمک طهمورث مدتی در شهر گـُـری در گرجستان به سر بردند و بعد به عثمانی نقل مکان کردند. لرد کرزن به نقل از مورخان ایرانی، امین آباد واقع بین ایزدخواست و شهرضا را از بناهای داود خان می‌داند.